# Mame Rokhaya Lo
Mame Rokhaya Lo est une officière de l'armée sénégalaise. Commandant à la gendarmerie nationale du Sénégal, elle est la première et la seule femme pilote dans l’histoire des armées sénégalaises. Elle est cheffe d’escadron et la première femme à diriger l’Unité de Police Constituée du Sénégal au sein de la Mission de l’Organisation des Nations unies pour la stabilisation en République démocratique du Congo à Bunia, en Ituri,,.

## Biographie

### Enfance et formations
Mame Rokhaya Lo grandit à Pikine et obtient au lycée Limamoulaye, un baccalauréat série S2, en 2004. Elle fréquente l'université Cheikh-Anta-Diop, où elle décroche un master 2 en commerce et management des affaires internationales. Elle est également titulaire d'un master 2 en genre et consolidation de la paix. En 2011, elle se présente au concours pour intégrer la gendarmerie. A ce sujet, elle dit,: 

« (...) J'ai été attirée par la gendarmerie parce que depuis toute petite je voyais le travail qu'ils faisaient. Les gendarmes étaient partout même dans les endroits les plus reculés du pays (...). »

Après deux années passées dans la gendarmerie, elle fait un an à la compagnie de Rufisque comme officier adjoint avant de réussir un concours pour devenir pilote

### Carrière
Mame Rokhaya Lo passe 5 ans à la section aérienne de la gendarmerie nationale dont 2 ans et demi comme cheffe de la section. En 2019, elle est mutée à l’état-major comme cheffe de la division admission mobilisation cumul division genre. En 2021, elle rejoint la Monusco comme commandant de la l’Unité de Police Constituée du Sénégal au sein de la Mission de l’Organisation des Nations unies pour la stabilisation en République démocratique du Congo composée de 135 personnes dont 21 femmes,.